# Rhaphidophora hookeri
Rhaphidophora hookeri — вид квіткових рослин із родини Araceae, роду Rhaphidophora. Ця ліана росте в пд.-сх. Азії: Індія, Бангладеш, Китай, Лаос, М'янма, Непал, Таїланд, Тибет, В'єтнам.

## Опис
Ліани від середніх до великих, до 15 м, помірно міцні. Стебло середньозелене, циліндричне, 8–12[20] мм в діаметрі, міжвузля короткі, 5–10 мм. Листки скупчені на кінчиках пагонів; листкова ніжка 12–30 см, жолобчастий, краї гострі; листкова пластинка косо видовжена, 27.5–45 × 15–30 см, тонкошкіряста, середня жилка і первинні жилки дрібно запушені, основа округла, усічена або підсерцеподібна, на вершині з загостренням 15–20 мм. Суцвіття поодинокі на верхівках вільних бічних пагонів. Обгортка зовні зелена або сіро-зелена, всередині жовта, видовжено-яйцеподібна, 5–6[10] см, товста. Початок сидячий, жовтий, оберненояйцеподібний, циліндричний або еліптичний, 4.5–5.5 × 1.5–1.75 см, на стадії плодоношення ≈ 8.5 × 3.5 см. Плоди, що звисають з верхівок бічних пагонів, широкоциліндричні, 10–14 × ≈ 3 см.

## Використання
Стебла використовують у медицині для лікування переломів.

## Екологія
Населяє густі ліси в гірських долинах, росте на великих деревах.